# Кукъс
 Тази статия е за града в Албания.  За града в Гърция вижте Кукуш.  
Кукъс (на албански: Kukës или Kukësi) е град в Албания, разположен в планински район в северната част на страната край границата с Косово, на 350 мнв. Център е на едноименните област Кукъс и окръг Кукъс.

## География
Кукъс е разположен на сливането на реките Черни и Бели Дрин. В 1976 година градът е потопен под новопостроения язовир Ликени и Фиерзъс (Liqeni i Fierzës) и построен отново на плато в подножието на планините Гялица и Коритник. Край града минава река Люма.

## Население
Според данните от преброяването за 2011 г. в Кукъс живеят 16 719 души.